# 胸罩款式列表

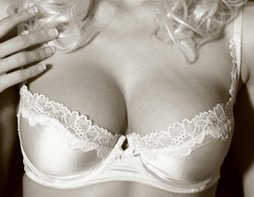
一种全罩杯型胸罩

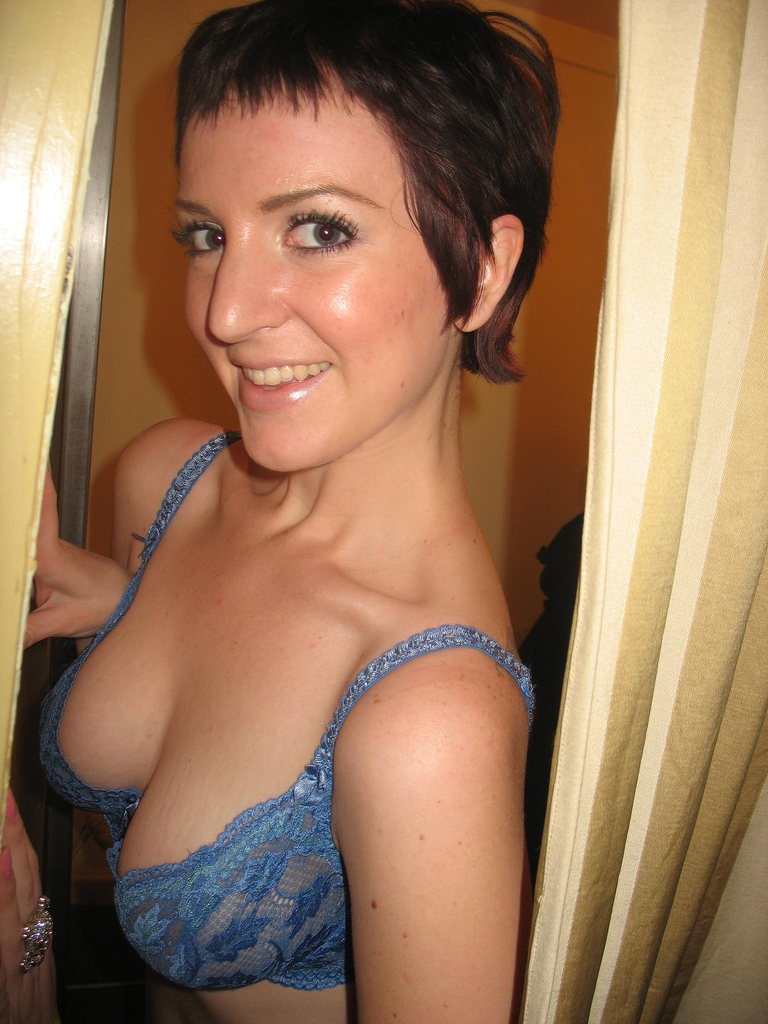
蓝色蕾丝低罩杯型胸罩

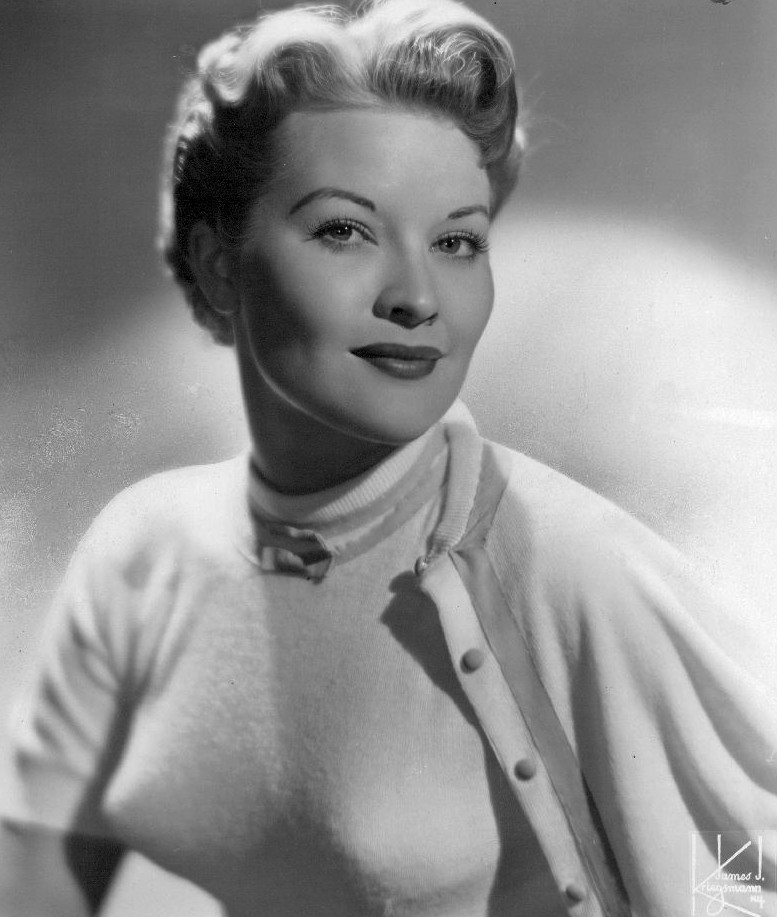
穿着子弹胸罩的帕蒂·佩奇，1955年

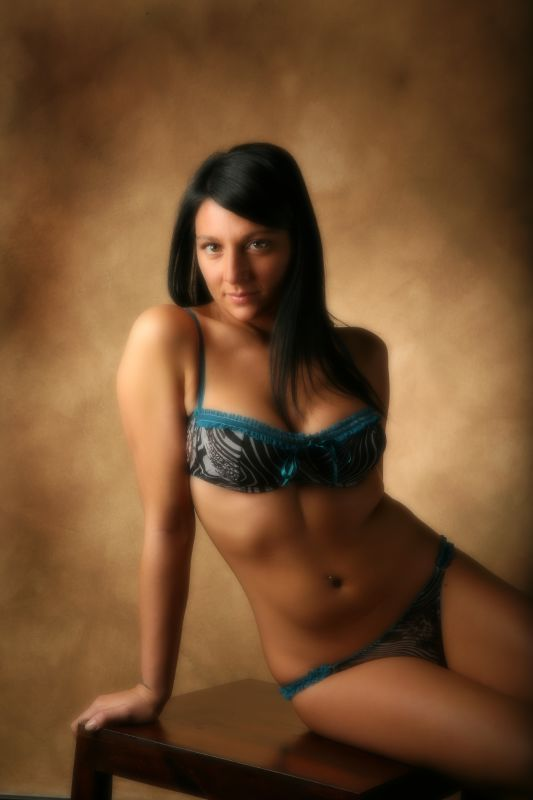
穿着低罩杯胸罩的女士

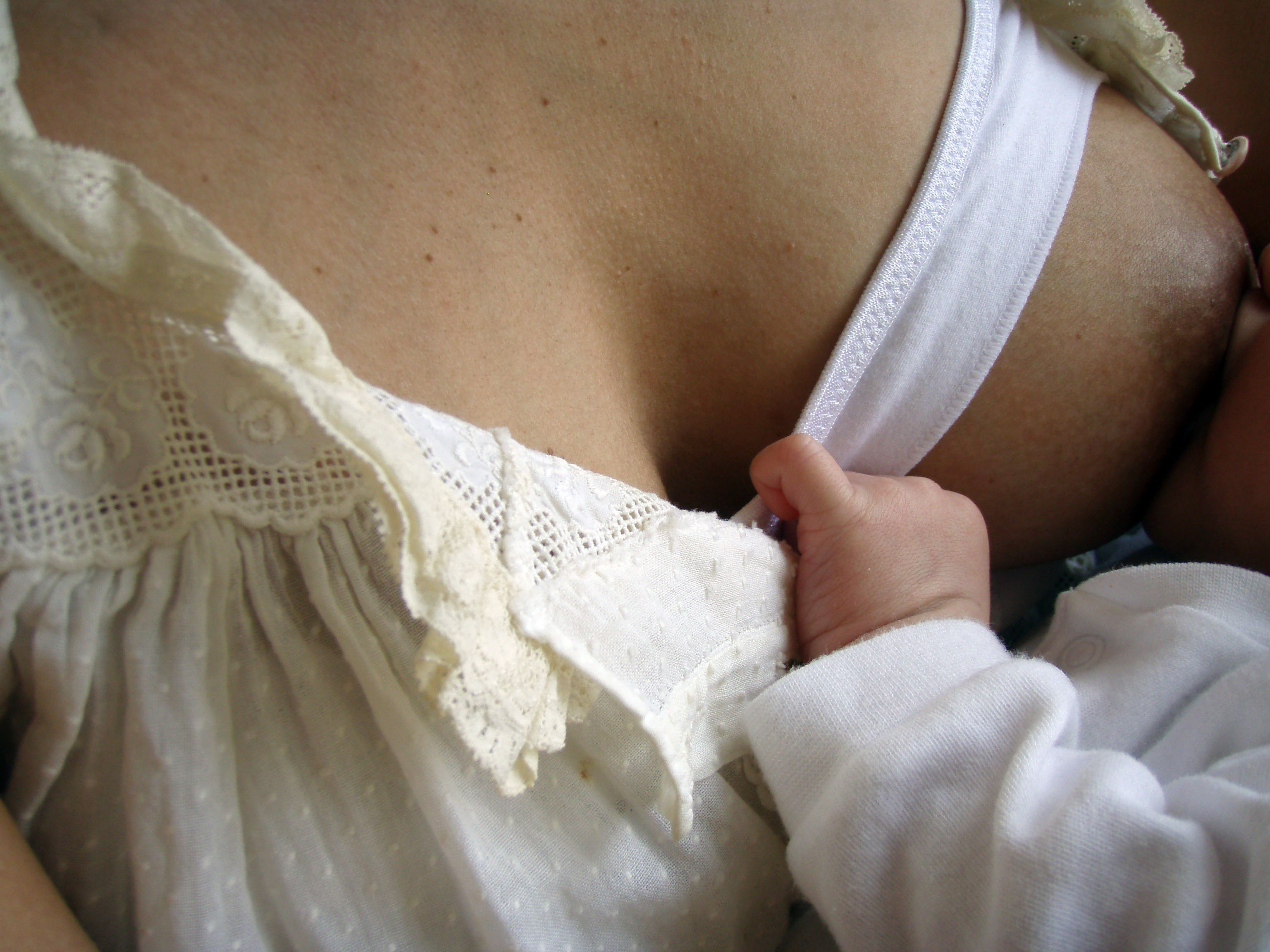
用以喂乳的哺乳胸罩

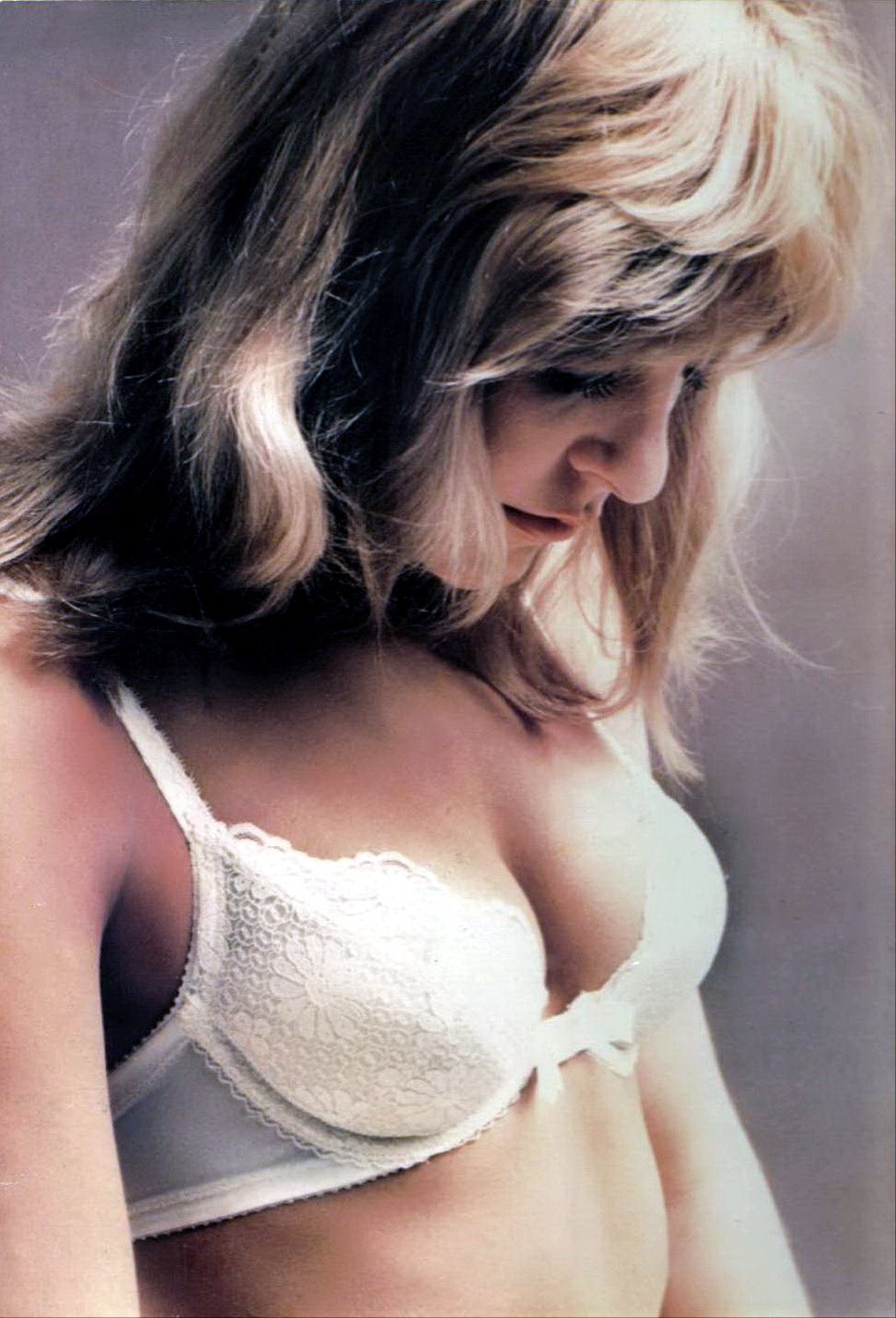
1975年盛行的低罩杯上托型神奇胸罩

网状文胸

有众多胸罩设计款式适用于各种商业和社会环境，胸罩间的形状、尺寸、功能、合身度、时尚性、面料和颜色也有很大的不同。某些款式会起到基本、实际上的支撑和覆盖作用，而有些则设计成有故意性、感性或是发人深省。制造商对胸罩的设计和风格会不断变化，对胸罩也没有标准化的分类系统，包括下列款式及连体内衣、加大型胸罩、复古胸罩、皮革胸罩、肚皮舞胸罩在内的胸罩，均采用各式各样的设计。许多胸罩履行的目的不止一个，就如以极薄的材料制成的平台式胸罩。
- 狭带胸罩（bandeau）：俗稱「細絲帶」，有時用在吊帶背心。
- 低胸罩杯（plunge或U-plunge）
- 集中型·上托（push-up）：Wonderbra是第一家製作此款式的廠商。此款式通常也使用半罩杯。
  - 水罩杯、凝胶罩杯（liquid 或 gel bra）：罩杯含液態水或用以支持乳房尺寸。「含氣罩杯」（air bra）也有類似概念。
- 無痕（contour）：有時指“定型罩杯”（molded-cup bra）或用在搭配T恤的胸罩（T-shirt bra）。
- 有鋼圈的（underwire）
- 無鋼圈·軟罩杯（soft-cup）
- 前扣式（front-closure）
- 透明肩帶（clear strap）
- 無肩帶（strapless）·無背帶（backless）
- 貼附（adhesive或stick-on，也有非正式地稱為NuBra的）
- 運動胸罩（athletic-type或sports bra）[1]
- 少女用（training）
- 哺乳用（nursing）
- 壓縮尺寸的款式（minimizer）：通常設計給乳房較大者使用。
- 全罩杯（full Cup）：通常也能給乳房較大者使用。與平台罩杯或半罩杯相對比。
- 平台式（balconet或balconette，有時也歸作shelf bra）
- 半罩杯（demi-cup，half-bra，有時也歸作shelf bra）
- 開架式、不成杯狀的（shelf bra，有時也作cupless，open-cup，half-bra，甚至quarter-cup bra）
- 網狀、薄織的文胸（sheer）
- 上空文胸[2]

另有男士胸罩。